# Семиреченский мраморный хрущ
Семиреченский мраморный хрущ (лат. Polyphylla irrorata) — вид пластинчатоусых жуков. Распространён в восточной Киргизии и крайнем юго-востоке Казахстана. Длина тела имаго 25,5—32 мм; ширина — 12—16,6 мм. Взрослые насекомые внешне (окраской и формой тела) похож на имаго мраморного хруща (Polyphylla fullo), но отличается от него значительно меньшим размером и более коротким телом. Имаго чёрные, реже красно-бурые, блестящие; надкрылья тёмно-красно-бурые с мелким не резким мраморным рисунком; голени и лапки красно-бурые; булава усиков желтоватая. Жуков можно наблюдать со второй половины июня до середины июля. Они летают в вечернее время. Не питаются. Личинки развиваются в плотных лёссовых почвах, где встречаются в массе. Личинки повреждают корни свеклы.